# San Eduardo (Dzemul)
San Eduardo es una localidad del municipio de Dzemul, Estado de Yucatán, México.

## Clima
La región donde se localiza es cálida-semiseca con lluvias en verano. Tiene una temperatura media anual de 26,3 °C y una precipitación pluvial media anual de 1.200 milímetros. Los vientos dominantes provienen en dirección noroeste. Humedad relativa promedio anual: marzo 66% - diciembre 89%.

## Toponimia
El nombre (San Eduardo) hace referencia a Eduardo el Mártir.

## Demografía
Según el censo de 2005 realizado por el INEGI, la población de la localidad era de 64 habitantes, de los cuales 39 eran hombres y 25 eran mujeres.
| 172                         | 133 | 96 | 75 | 71 | 64 |
| (Fuente: INEGI [Consultar]) |     |    |    |    |    |

## Galería

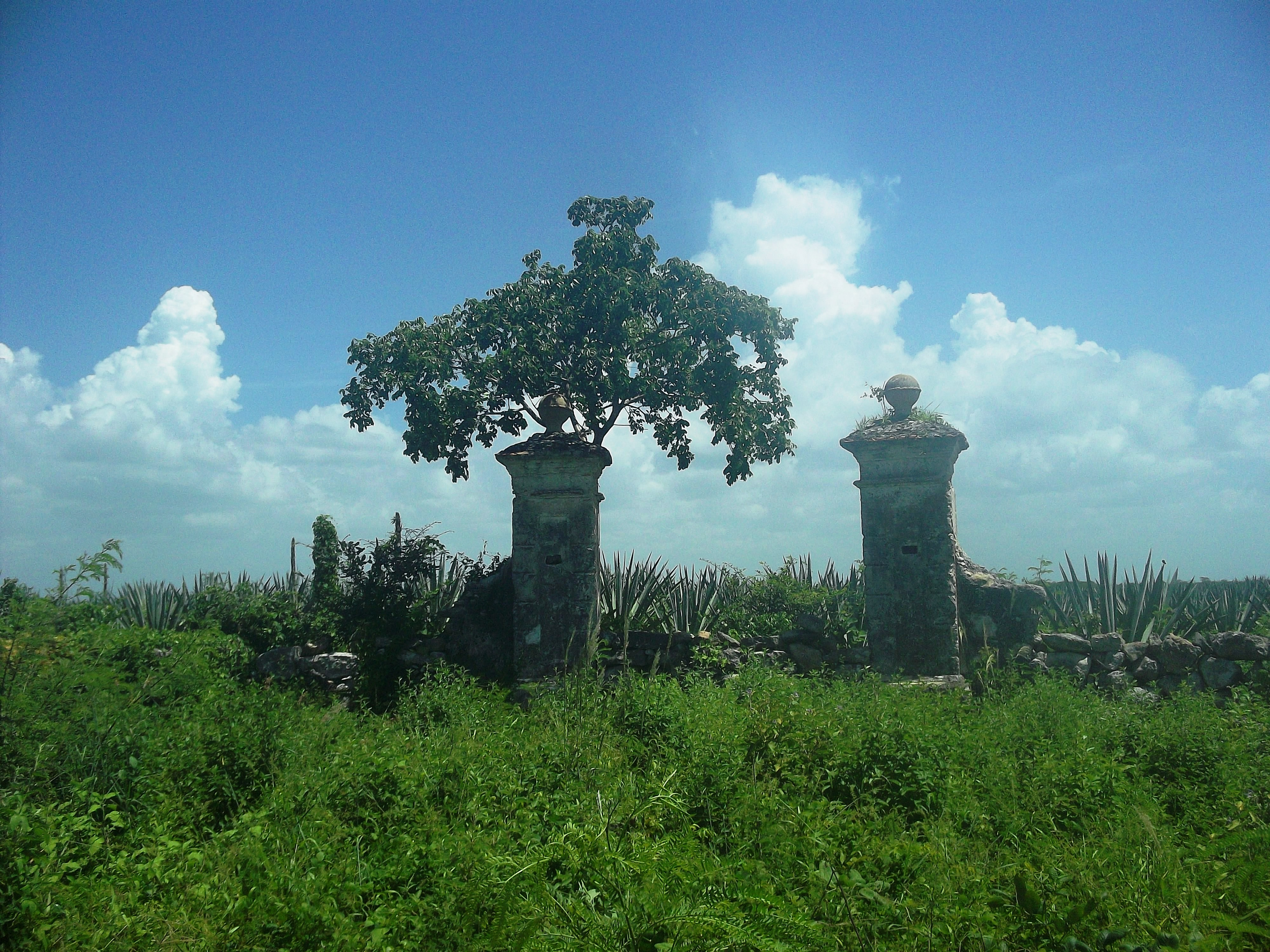
Entrada a San Eduardo.
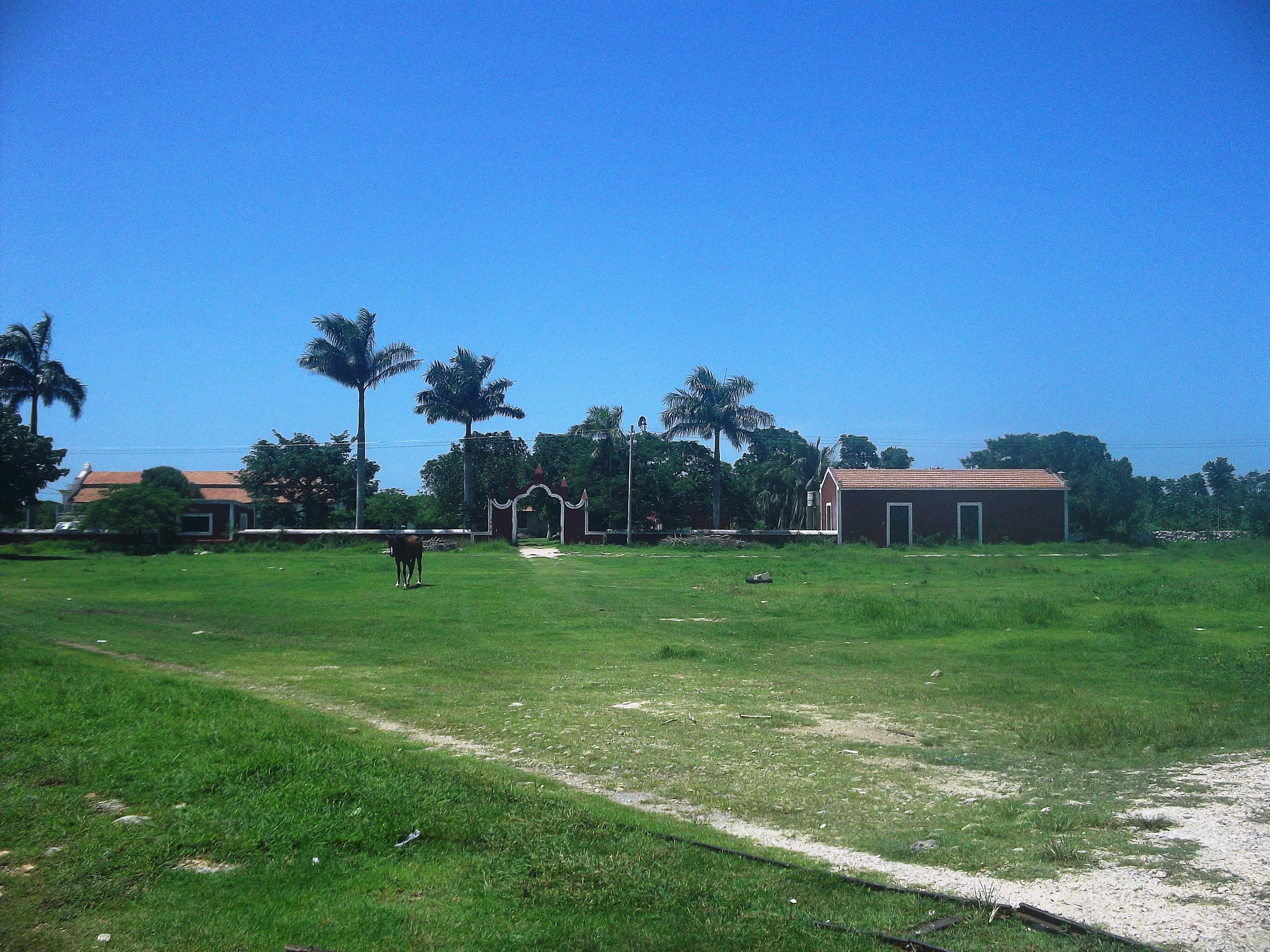
Vista de la hacienda de San Eduardo.
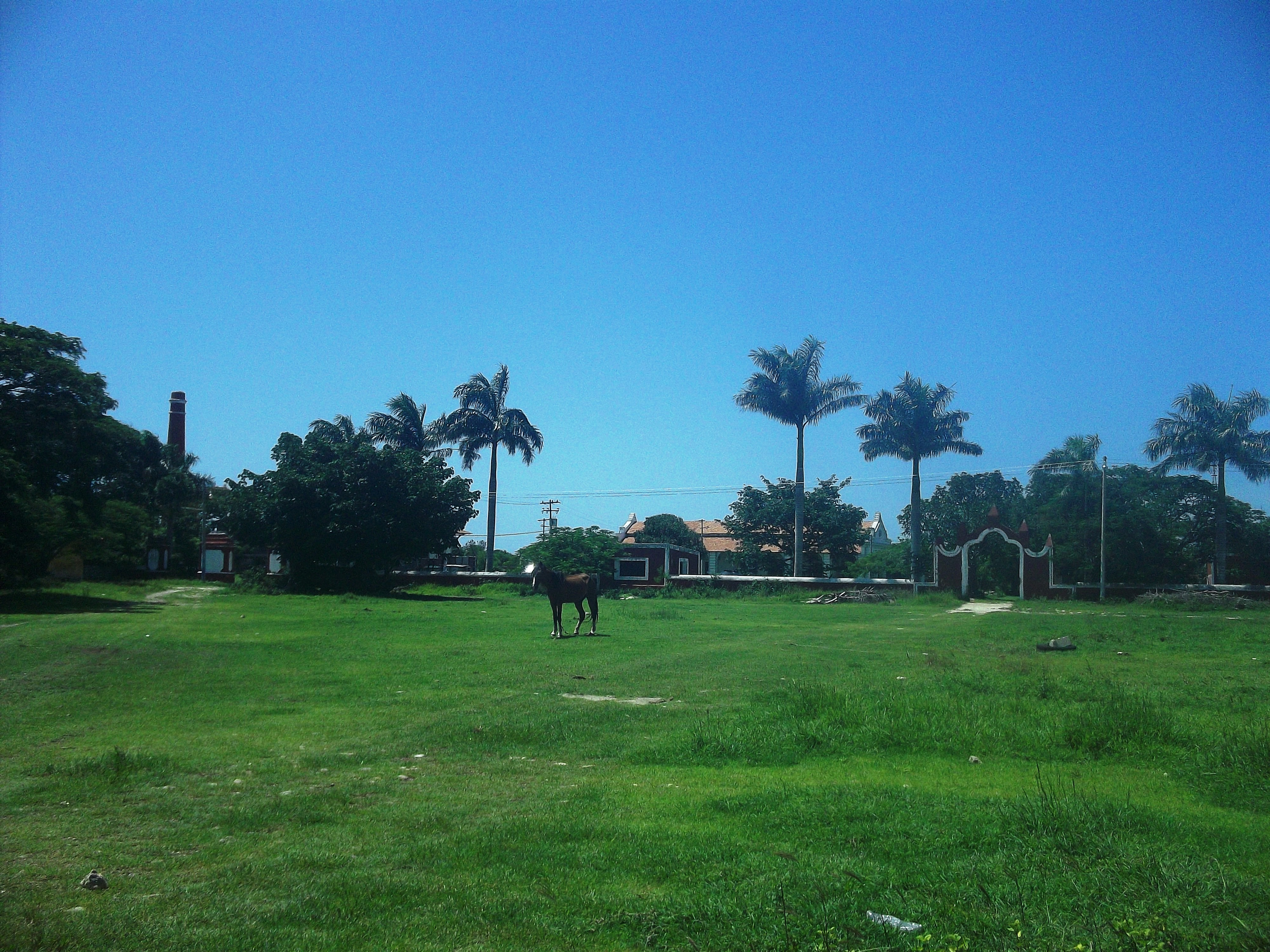
Vista de la hacienda de San Eduardo.
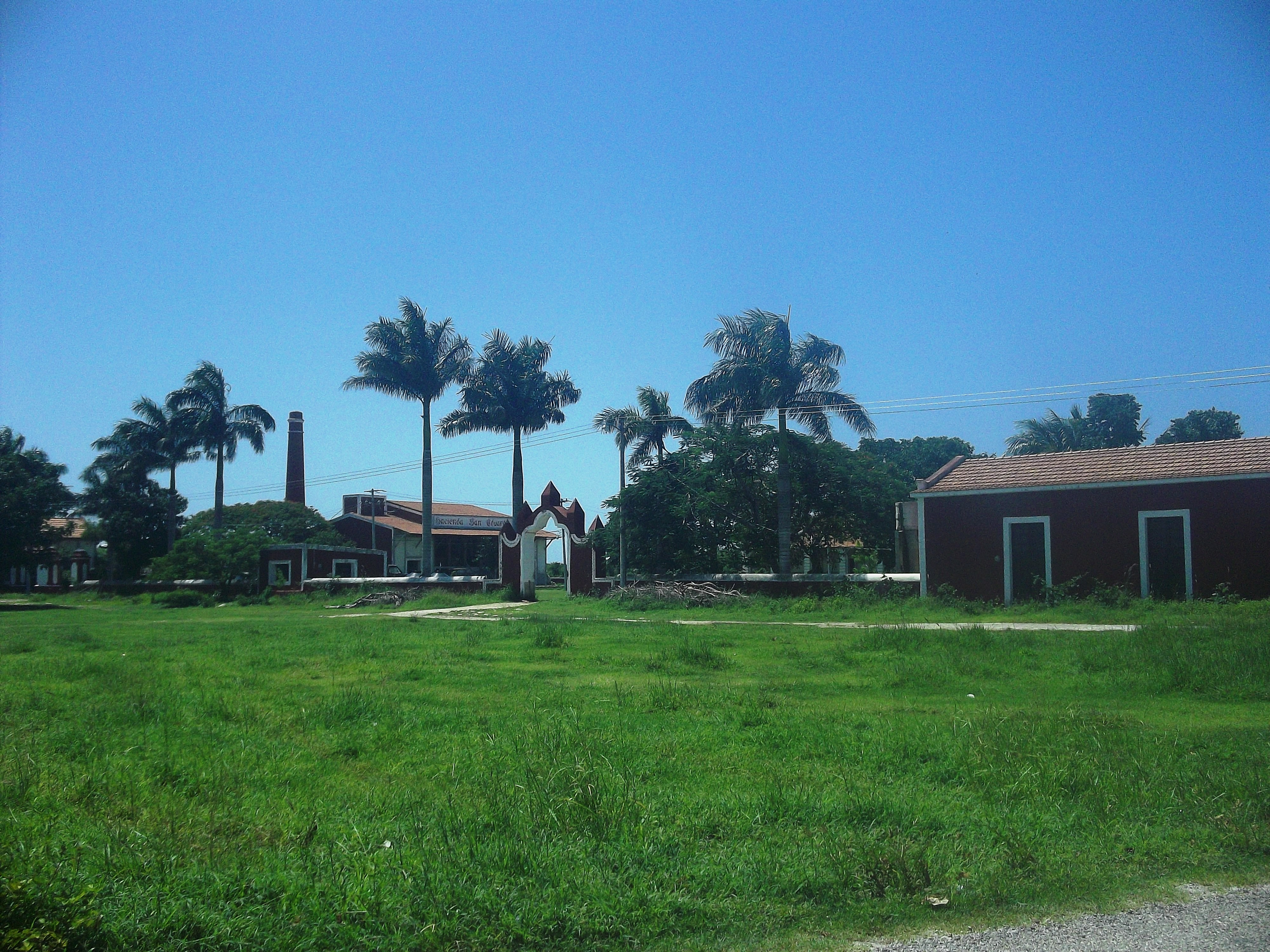
Vista de la hacienda de San Eduardo.
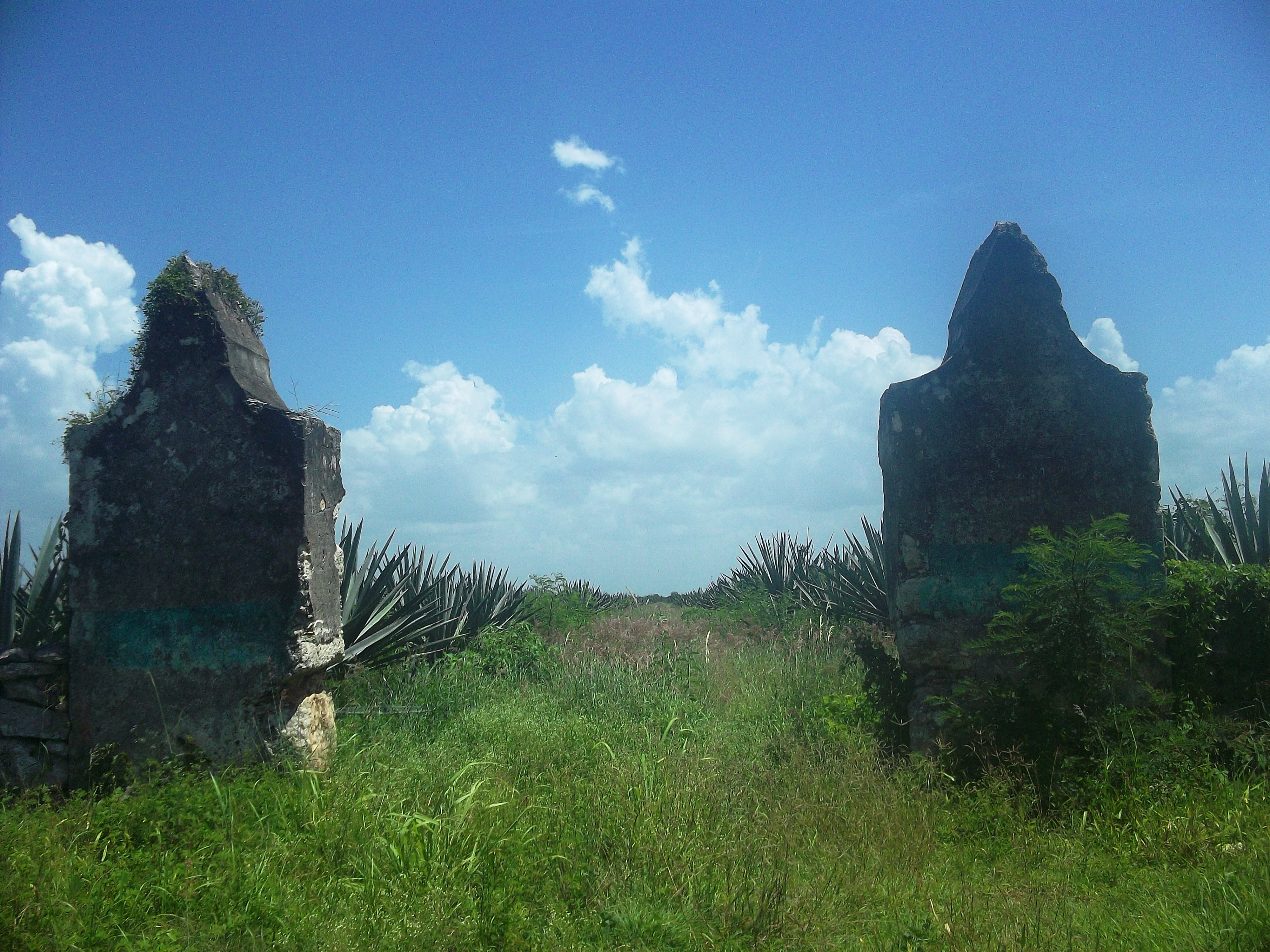
Entrada a San Eduardo.